# NGC 4818
NGC 4818 este o starburst galaxy⁠(d) situată în constelația Fecioara. A fost descoperită în 3 martie 1786 de către William Herschel. Se află la o distanță de 11,64 megaparseci de Pământ.